# 若宮小太郎
若宮 小太郎（わかみや こたろう、1913年〈大正2年〉1月21日 - 1967年〈昭和42年〉8月2日）は、日本の政治評論家。朝日新聞の新聞記者。鳩山一郎首相の内閣総理大臣秘書官。東京帝国大学法学部卒業。東京都出身。長男はジャーナリストの若宮啓文。

## 経歴
東京都出身。東京帝国大学法学部卒業。朝日新聞の新聞記者で、社会党の担当を長くに渡って務め、後に鳩山一郎の内閣総理大臣秘書官に就任した。
1963年（昭和38年）には社会党と民社党の推薦で神奈川県知事選挙に出馬するも内山岩太郎に敗れ落選。またこれまでに日本評論家協会理事・ラジオ関東常務・朝日新聞大阪支社長などを歴任。
1967年（昭和42年）8月2日、死去。享年54。

## 著書
- 『若宮小太郎 二つの日記　日ソ交渉とアメリカ旅行』朝日新聞社書籍編集部、2007年8月2日。 NCID BC09952239。全国書誌番号:21282928。